# Nguzu nguzu
Le Nguzu Nguzu (parfois orthographié en un mot) (dit aussi musu musu ou toto isu) est la figure de proue traditionnelle qui était autrefois fixé aux navires dans les Salomon. Il était attaché à la proue de la pirogue au niveau de la ligne de flottaison, et avait pour but d'assurer une protection surnaturelle lors d'expéditions. 
Les Nguzus Nguzu représentent principalement des bustes humains avec de grosses têtes, des épaules légères, et des ornements d'oreilles circulaires ; les mains sont levées à hauteur du menton de la figure, se soutenant parfois la tête ou tenant un oiseau (souvent aux ailes déployées). Leurs mâchoires saillantes sont traditionnellement considérées comme un attribut des esprits.

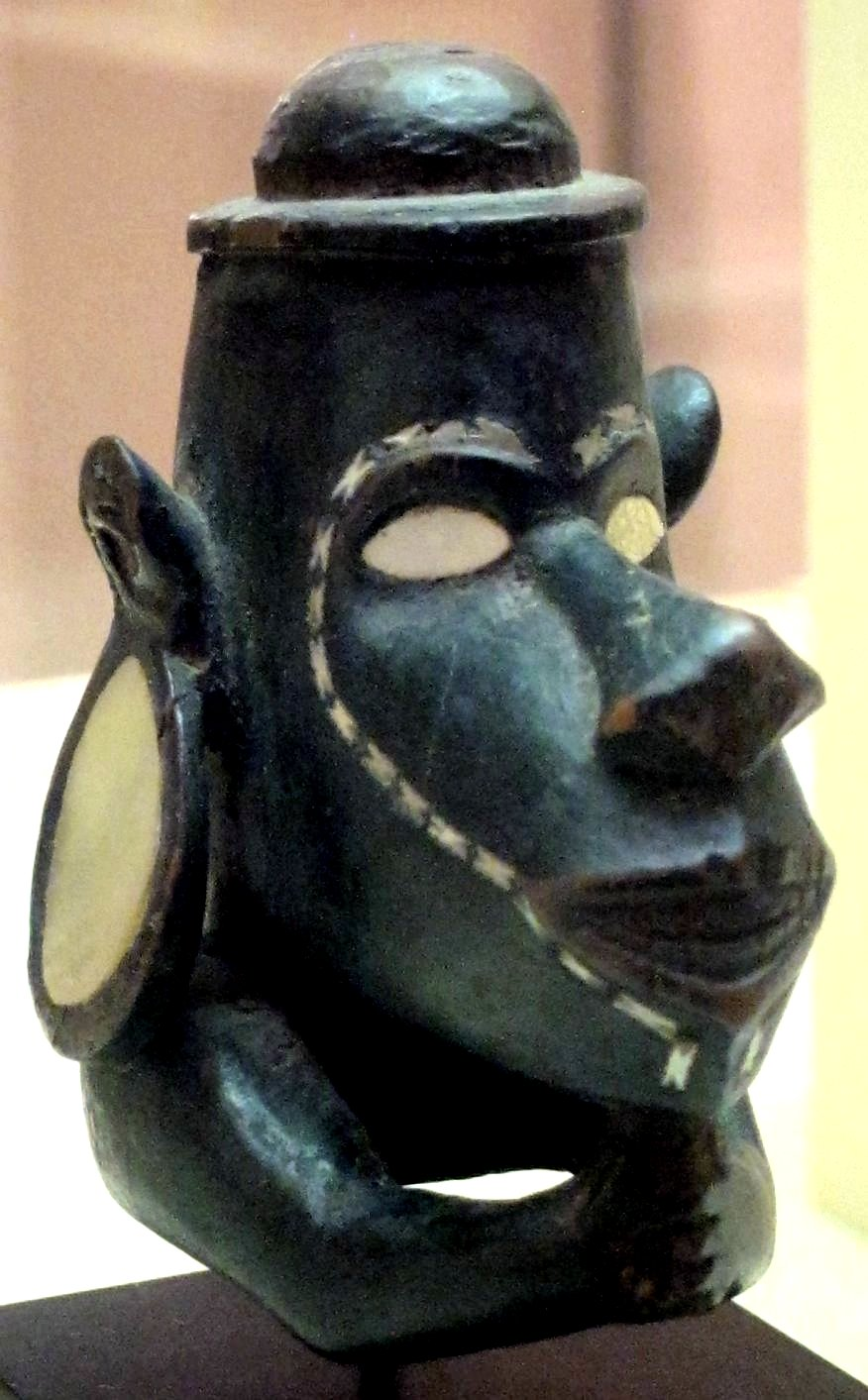
Un Nguzunguzu